# ويد أليسون
ويد أليسون (بالإنجليزية: Wade Allison)‏ هو فيزيائي بريطاني، ولد في 1941.